# Bayerisches Laserzentrum
Die gemeinnützige Forschungsgesellschaft Bayerisches Laserzentrum (blz) in Erlangen ist eines der Zentren angewandter Laserforschung in Deutschland. Zu den Arbeitsgebieten des blz gehören Metallbearbeitung, Kunststoffbearbeitung, Systemtechnik, Rapid Manufacturing, Medizintechnik und Automotive.
Zielsetzung des Bayerischen Laserzentrums ist es, durch Forschung, Entwicklung und Wissenstransfer neue Anwendungsfelder für das Strahlwerkzeug Laser zu erschließen. Das Bayerische Laserzentrum versteht sich dabei als Bindeglied zwischen Grundlagenforschung und industrieller Anwendung. Als Engineering-Partner werden Lösungen für die Industrie entwickelt, daneben entwickelt und fertigt das blz anwendungsspezifische optische Systeme und Komponenten und bietet Weiterbildung an.